# Заречное (Брянская область)
Заре́чное — село в Погарском районе Брянской области, в составе Юдиновского сельского поселения. 

## География
Расположено в 5 км к юго-западу от села Юдиново, на правом берегу реки Судость. 

## История
Упоминается с середины XVIII века как деревня Голяшовка в составе второй Почепской сотни Стародубского полка. С 1782 года Голяшовка относилась к Погарскому уезду, в 1797—1929 в Стародубском уезде (с 1861 по 1928 год — в составе Юдиновской волости, в 1928—1929 в Погарской волости). С начала XX века — село с храмом. До 1930-х гг. — центр Голяшовского сельсовета
В 1961 году указом Президиума Верховного Совета РСФСР село Голяшовка переименовано в Заречное.

## Население
| 2010 | 2013 |
| ---- | ---- |
| 354  | ↗376 |

## Достопримечательности
- Памятник архитектуры XVIII века — деревянный храм Параскевы Пятницы (перенесён в Голяшовку из другого села в начале XX века).[5]:412-413